# Prievidza
 Ovo je glavno značenje pojma Prievidza. Za Okrug pogledajte Okrug Prievidza.
Prievidza (njem. Priwitz, mađ. Privigye) je grad u središnjoj Slovačkoj u Trenčinskom kraju. Grad je upravno središte Okruga Prievidza.

## Zemljopis
Prievidza leži na nadmorskoj visini od 280 metara i pokriva površinu od 43,06 km2. U blizini Prievidza nalazi se grad Bojnice s kojim dijeli javni gradski promet. Grad je smiješten u dolini rijeke Nitre okruženom planinskim lancima sa svih strana, na zapadu Strážov planina, na sjeveru Mala Fatra, na istoku planina Žiar i na jugu planina Vtáčnik. Prievidza je jedanaesti po veličini grad u Slovačkoj. Nalazi se oko 60 km južno od Žiline, 69 km istočno od Trenčina i 158 km od Bratislave.

## Povijest
Grad se prvi put spominje 1113. godine kao Preuigan. Status slobodnog kraljevskoga grada dobila je 1383. godine. Od 16. stoljeća u gradu se razvija obrtništvo. Od 16. do prve trećine 17. stoljeća grad je kontrolirala obitelj Thurzo. Osmanlije su grad spalile 1599. godine, zajedno s drugim gradovima u dolini rijeke Nitre. Za vrijeme ustanka protiv Hasburgovaca grad je opet spaljen. Godine 1870. grad je imao 2719 stanovnika. Od kraja 19. stoljeća i početkom 20. stoljeća industrija se počela razvijati, a željeznicom Prievidza je povezana s ostatkom zemlje. Tijekom Drugog svjetskog rata grad je bio jedan od centara partizana. Od kraja rata stanovništvo je enormno poraslo s 5000 na sadašnjih 53.000 stanovnika, kao što je i industrija rasla. Prievidza je postala dom mnogim rudarima i radnicima u kemiskoj tvornici u obližnjem gradu Nováky.

## Stanovništvo
| Godina:     | 1993.  | 2003.   | 2013.   | 2023.    |
| ----------- | ------ | ------- | ------- | -------- |
| Broj ljudi: | 54 246 | 52 070  | 48 134  | 42 980   |
| Razlika:    |        | -4,01 % | -7,55 % | -10,70 % |

| Godina:     | 2022.  | 2023.   |
| ----------- | ------ | ------- |
| Broj ljudi: | 43 645 | 42 980  |
| Razlika:    |        | -1,52 % |

Po popisu stanovništva iz 2001. godine grad je imao 53.097 stanovnika. Po popisu stanovništva u gradu živi najviše Slovaka.
- Slovaci – 96,65 %
- Česi – 0,95 %
- Mađari – 0,48 %
- Romi – 0,29 %
- Nijemci – 0,29 %

Prema vjeroispovijesti najviše je rimokatolika 61,91 %, ateista 29,01 % i luterana 2,29 %.

## Gradovi prijatelji
- Ibbenbüren, Njemačka
- Šumperk, Češka
- Luserna San Giovanni, Italija
- Valjevo, Srbija

## Vanjske poveznice
- Službena stranica grada

### Ostali projekti
|  | Zajednički poslužitelj ima još gradiva o temi Prievidza |